# Шишовское сельское поселение (Воронежская область)
Шишовское сельское поселение — муниципальное образование Бобровского района Воронежской области России.
Административный центр — село Шишовка.
Глава администрации, он же глава поселения и председатель Совета народных депутатов — Ильин Сергей Владимирович.

## История
Шишовский сельсовет образован 30 июля 1928 года постановлением ЦК и СНК в составе Бобровского района Воронежской области.
Шишовское поселение образовано и зарегистрировано 18 апреля 1997 года. Законом Воронежской области от 12.11.2004 г. № 70-ОЗ «Об установлении границ, наделении соответствующим статусом, определении административных центров 3 муниципальных образований Бобровского, Воробьевского, Контемировского районов» Шишовский сельсовет наделен статусом сельского поселения.
Границы Шишовского сельского поселения установлены законом Воронежской области от 12.11.2004 г. № 70-ОЗ «Об установлении границ, наделении соответствующим статусом, определении административных центров муниципальных образований Бобровского, Воробьевского, Контемировского районов».

## Население
| 2000  | 2005  | 2010  | 2012  | 2013  | 2014  | 2015  | 2016  | 2017  |
| ----- | ----- | ----- | ----- | ----- | ----- | ----- | ----- | ----- |
| 1368  | ↘1269 | ↘1186 | ↘1159 | ↘1126 | ↗1136 | ↗1175 | ↗1215 | ↘1188 |
| 2018  | 2019  | 2020  | 2021  |       |       |       |       |       |
| ↘1153 | ↘1113 | ↘1092 | ↗1097 |       |       |       |       |       |

## Административное деление
Состав поселения:
- село Шишовка.